# Хелън Скот Тейлър
Хелън Скот Тейлър (на английски: Helen Scott Taylor) е британска писателка на произведения в жанра съвременен и паранормален любовен роман, фентъзи и документалистика.

## Биография и творчество
Хелън Скот Тейлър е родена във Великобритания.
Следва ботаника и зоология в Лондонския университет. След дипломирането си работи като счетоводител, а след това в продажбите и маркетинга във фармацевтичната индустрия. После със съпруга си създават собствен бизнес, като предоставят услуги за борба с вредителите на други бизнеси в Югозападна Англия.
Първият ѝ роман „The Magic Knot“ (Вълшебният възел) от поредицата „Феите на магическия възел“ е издаден през 2009 г. Романът става бестселър в списъка на „USA Today“ и я прави известна. Избран е за един от десетте най-добри романса на Booklist за 2009 г.
Писателката обича да пише за местата, които е посещавала. Нейните тъмни приказни истории се развиват в Корнуол и Ирландия, а Франция е основното място за нейните истории с демони.
Хелън Скот Тейлър живее със семейството си близо до Плимът в Девън в Югозападна Англия.

## Произведения

### Самостоятелни романи
- A Clockwork Fairytale (2011)
- Unbreak My Heart (2012)
- Oceans Between Us (2012)
- Wildwood (2012)
- Finally Home (2012)
- The Perfect Husband (2013)
- Cursed Kiss (2013)
- Where I Belong (2013)

### Серия „Феите на магическия възел“ (Magic Knot Fairies)
1. The Magic Knot (2009)
2. The Phoenix Charm (2009)
3. The Ruby Kiss (2011)

### Серия „Бебето на армейския лекар“ (Army Doctor's Baby)
1. The Army Doctor's Baby (2013)
2. The Army Doctor's Wedding (2013)
3. The Army Doctor's Christmas Baby (2013)
4. The Army Doctor's New Year's Baby (2014)
5. The Army Doctor's Valentine's Baby (2014)
6. The Army Doctor's Honeymoon Baby (2014)
7. The Army Doctor's Forever Baby (2014)

### Серия „Сладка италианска Коледа“ (Sweet Italian Christmas)
1. Italian Christmas Proposal (2014)
2. Italian Christmas Baby (2014)
3. Italian Christmas Wedding (2014)
4. Sweet Italian Christmas (2015)

### Серия „Отпечатъци от лапи на сърцето ви“ (Paw Prints on Your Heart)
1. Golden Christmas (2015)
2. Silver Christmas (2015)
3. Snowy Christmas (2015)

### Серия „Плажни булки“ (Beach Brides) – общи серии с други писатели
11. Faith (2017)
от серията има още 11 романа от различни автори

### Новели
- The Feast of Beauty (2011)
Празник на красотата, фен-превод
- Warriors of Ra (2011)
- A Family for Christmas (2012)
- Flowers on the Water (2012)
- Ice Gods Christmas (2012)
- A Family Forever (2012)
- A Christmas Family Wish (2013)
- Irish Kisses (2015)

### Сборници
- Moments of Gold (2012)

### Документалистика
- The Ten Brides for Ten Heroes Cookbook (2014) – с Мими Барбър, Дона Фазано, Рита Херрон, Ани Джоунс, Тереза Раган, Мона Риск, Алисия Стрийт, Патрис Уилтън и Ребека Йорк
- Guy Food (2015) – с Мими Барбър, Нина Брунс, Дона Фасано, Ани Джоунс, Дана Мартон, Мона Риск, Алисия Стрийт, Патрис Уилтън и Ребека Йорк